# Eva Bysing

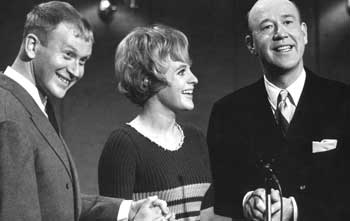
Thore Skogman och Eva Bysing tillsammans med Lennart Hyland i Hylands hörna 1966.

Eva Birgitta Bysing, tidigare Larsson men ursprungligen Eriksson, född 6 mars 1943 i Västerås, är en svensk sångare och skådespelare från Bysingsberg i Västmanland.

## Biografi
Bysing upptäcktes av Thore Skogman när denne letade efter en kvällsvärdinna till TV-programmet Hylands hörna och hon agerade som kvällens värdinna den 15 oktober 1966. Hon skivdebuterade samma år med "Jag kommer från Västmanland", en låt som Thore Skogman skrivit åt henne. En annan av Bysings skivframgångar är låten "Ärtiga Märta" från 1969.
Under 1970-talet tillhörde Bysing Riksteaterns ensemble och spelade huvudroller i operetter och musikaler som Glada änkan och Annie get your gun. Samarbetet med Thore Skogman fortsatte i krogshower på Berns i Stockholm och Kronprinsen i Malmö. Med Bert-Åke Varg som scenpartner gjorde Bysing succé i TV-serien Fint som snus 1973. De båda hade också ett fint samspel många år senare i den populära TV-serien Rederiet. Bysing har även spelat revy med stjärnor som Carl-Gustaf Lindstedt, Tjadden Hällström, Hagge Geigert och Gösta Bernhard. Hon har varit flitigt anlitad på privatteatrarna bland annat musikalen Annie på Folkan 1979, Peter Flacks revy Sex damer i leken på Intiman 1980, farserna Leva loppan, Inte nu, älskling! och Gröna hissen (pjäs) på Vasan. 
Därefter har Bysing gästspelat i olika nyårsrevyer i landet bl.a. hos Mats Ljung i Skara och hos Kent Nilsson i Arlövsrevyn. Eva Rydberg anlitade henne för en roll i kriminalfarsen Prosit kommissarien på Palladium i Malmö 2001. Hon turnerade tillsammans med Berndt Egerbladh i Riksteaterns kabaré Snoddas och det kalla kriget.
I TV har Bysing medverkat i underhållningsprogram som till exempel Lita på mig !, Har du hört den förut? och Gäster med gester. Under 1990-talet spelade hon Irma Larsson i dramaserien Rederiet.
Bysing deltog 1995 i På Spåret tillsammans med Peter Harryson. De blev tvåa.
Åren 1967–1980 var Bysing gift med fotografen Björn Larsson Ask (1940-2023), och hette då liksom maken Larsson. Hon var sedan 1986 gift med musikern Bengt-Arne Wallin (1926–2015) och framträdde ibland som sångare i hans band. Hon är utbildad förskollärare.

## Filmografi (urval)
- 1973 – Bröllopet
- 1974 – Vita nejlikan eller Den barmhärtige sybariten
- 1992–1996 – Rederiet (TV-serie)
- 1992 – Tom & Jerry gör stan osäker (svensk röst till Tant Rik)
- 1998 – Djungelboken: Mowglis äventyr (svensk röst till Bagheera)
- 2002 – Den vilda familjen Thornberry – filmen (svensk röst till Cordelia Jasmin McGold Thornberry)
- 1999 – Ett litet rött paket (TV-serie)

## Teater

### Roller (ej komplett)
| År   | Roll           | Produktion                                              | Regi                           | Teater           |
| ---- | -------------- | ------------------------------------------------------- | ------------------------------ | ---------------- |
| 1973 |                | Godspell John-Michael Tebelak och Stephen Schwartz      | Jonnie Christen och Klaus Pagh | Jarlateatern     |
| 1975 | Medverkande    | Utan en tråd, revy Hagge Geigert                        |                                | Lisebergsteatern |
| 1976 | Velma Kelly    | Chicago John Kander och Fred Ebb                        | Hans Bergström                 | Riksteatern      |
| 1979 | Lily St. Regis | Annie Charles Strouse, Thomas Meehan och Martin Charnin | Stig Olin                      | Folkan           |
| 1984 | Simone         | Bäddat för sex (A Bedfull of Foreigners) Dave Freeman   | Herman Ahlsell                 | Chinateatern     |
| 1986 |                | Spökhotellet (L'Hôtel du libre-échange) Georges Feydeau | Pierre Fränckel                | Riksteatern      |
| 1986 |                | Leva loppan (La puce à l'oreille) Georges Feydeau       | Pierre Fränckel                | Vasateatern      |
| 1989 | Medverkande    | Skrattverket, revy                                      | Mille Schmidt                  | Intiman          |
| 1990 | Medverkande    | Skrattverket, revy                                      | Mille Schmidt                  | Intiman          |
| 1991 |                | Gröna hissen (Fair and Warmer) Avery Hopwood            | Hans Bergström                 | Vasateatern      |
| 1997 |                | Prosit! Kommissarien (Busybody) Jack Popplewell         | Jan Hertz                      | Palladium        |